# 宮澤俊義
宮澤俊義（1899年3月6日—1976年9月4日），生於日本長野縣長野市，法學家，專門研究憲法。為東京大學名譽教授，貴族院議員。

## 生平
是美濃部達吉的衣缽弟子，1923年，畢業於東京帝國大學（今東京大學）法學院。1925年，成為東京帝國大學法學院助理教授。1934年，成為法學院教授。在美濃部達吉退休後，繼承他的憲法學第一講座位置。
1946年，成為貴族院議員。
1949年10月5日，成為日本學士院會員。
1959年，自東京大學退休，協助創立立教大學法學院，成為第一任法學院院長。